# Кастаноспермум
Кастаноспе́рмум, или Каштаносемя́нник (лат. Castanospérmum) — монотипный род семейства Бобовые (Fabaceae).
Единственный вид — Кастаноспермум южный, или Каштаносемянник южный, или Австралийский каштан, или Чёрный каштан (Castanospermum austrále). Произрастает на восточном побережье Австралии, в штатах Квинсленд и Новый Южный Уэльс, на Вануату и в Новой Каледонии.

## История открытия
Первое научное описание растения было сделано английским ботаником Алланом Каннингемом, первоначально побывавшим в Австралии в качестве ботаника-собирателя, а позднее ставшим управляющим Сиднейским ботаническим садом. В печатных источника о растении впервые упоминается в географическо-этнографическом издании «The picture of Australia: exhibiting New Holland, Van Diemen's Land, and all the settlements, from the first at Sydney to the last at the Swan River» шотландского журналиста Роберта Мади, вышедшем в 1829 году, связи с чем научное название растения в некоторых публикациях могут атрибутировать записью « A.Cunn. ex Mudie Pict. Australia 149 (Sept. 1829)». Первая ботаническая работа с описанием растения была опубликована в 1830 году в первом номере нового журнала Гукера Botanical Miscellany, журнал этот впрочем просуществовал всего несколько лет.

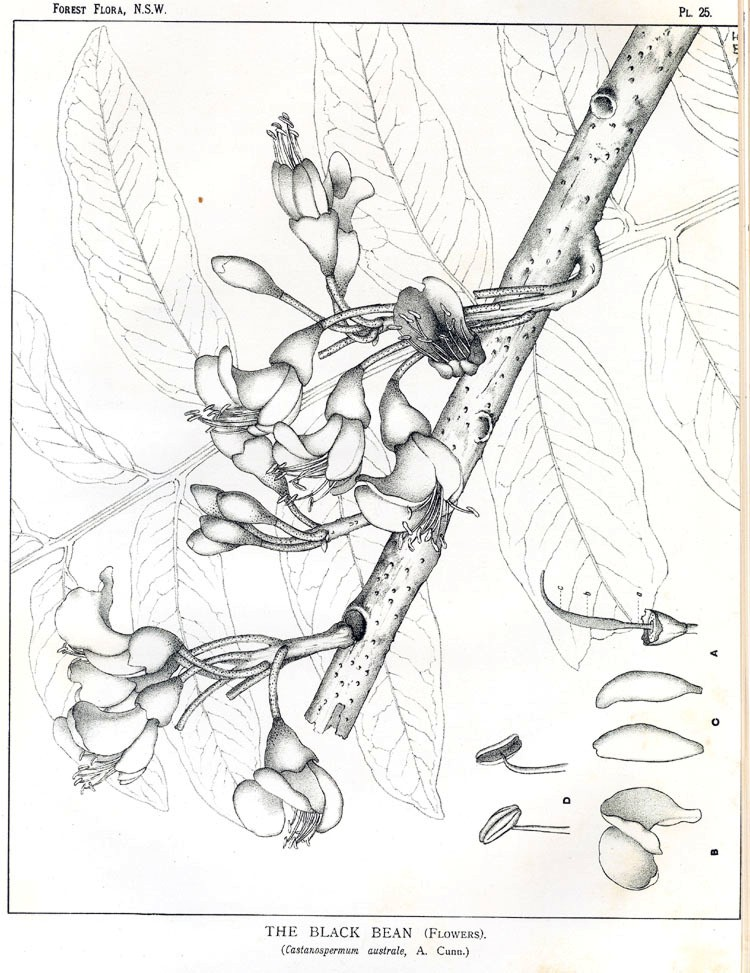
Кастаноспермум южный. Ботаническая иллюстрация из книги Джозефа Генри Мэйдена Forest Flora of New South Wales (1904—1922)

## Ботаническое описание
Вечнозелёное дерево высотой 15—30 метров, некоторые экземпляры до 40 метров. Кора тёмно-коричневая.
Листья супротивные, глянцевитые, тёмно-зелёные, овальные, ланцетные, перистые, 30—45 см длиной, с 9—17 продолговато-эллиптическими, слегка изогнутыми листочками, 15 см длиной и 6—7 см шириной.
Соцветие густое, 3—4 см длиной. Цветки — с жёлто-оранжевым (жёлто-красным) венчиком мотылького типа. Для кастаноспермума характерна орнитофилия — опыление птицами. Период цветения — с мая по август.
Плод — плотный, губчатый, цилиндрический стручок 10—25 см длиной и 4—6 см диаметром, разделённый на 3—5 сегментов. Незрелые плоды имеют тёмно-зелёный цвет, при созревании становятся коричневыми. Плод содержит от двух до пяти тёмных семян диаметром до 35 мм, внешне похожих на орехи каштана посевного (Castanea sativa).

## Значение и применение
Растение используется как уличное (в тёплых странах) или домашнее декоративное растение.
Древесина, напоминающая древесину грецкого ореха, мягкая, мелкозернистая, хорошо полируется.
Пищевое растение, семена употребляют подобно каштанам.
Семена без специальной обработки ядовиты.
|                                                                                              |  |  |  |
| Слева направо: общий вид растения, ветвь с цветками, зреющий плод, созревший плод с семенами |  |  |  |